# Odynerus praesepultus
Odynerus praesepultus är en stekelart som beskrevs av Cockerell. Odynerus praesepultus ingår i släktet lergetingar, och familjen Eumenidae. Inga underarter finns listade i Catalogue of Life.